# Enneapterygius pusillus
Enneapterygius pusillus is een straalvinnige vissensoort uit de familie van drievinslijmvissen (Tripterygiidae). De wetenschappelijke naam van de soort is voor het eerst geldig gepubliceerd in 1835 door Rüppell.